# Cal Anderson
Calvin Bruce Anderson (2 tháng 5 năm 1948 – 4 tháng 8 năm 1995) là một sĩ quan quân đội và chính khách người Mỹ, từng là nghị sĩ Thượng viện Bang Washington, đại diện cho khu vực 43 vào năm 1995. Là thành viên Đảng Dân chủ, trước đây ông từng là nghị sĩ Hạ viện Washington từ năm 1987 đến 1995, và là thành viên đồng tính công khai đầu tiên của Cơ quan Lập pháp Bang Washington.

## Tiểu sử
Anderson phục vụ tại Việt Nam trước sự nghiệp chính trị của ông, nơi ông giành được hai Huân chương Sao đồng và bốn Huân chương khen thưởng quân đội. Vào ngày 9 tháng 11 năm 1987, Anderson được Hội đồng Quận King bổ nhiệm vào một vị trí nhà ở tiểu bang, trở thành nhà lập pháp đồng tính công khai đầu tiên của tiểu bang Washington. Ông đại diện cho khu vực lập pháp thứ 43, tập trung vào trung tâm thành phố Seattle. Vào tháng 11 năm 1994, ông được bầu vào Thượng viện tiểu bang Washington, nhậm chức vào tháng 1 năm 1995. Ông chỉ phục vụ trong một thời gian ngắn tại Thượng viện, chết vào ngày 4 tháng 8 năm 1995 vì AIDS. Thị trưởng Seattle tương lai Ed Murray từng là giám đốc chiến dịch của ông trong cuộc đua lập pháp năm 1988.
Vào ngày 10 tháng 4 năm 2003, Công viên Broadway của Seattle được đổi tên thành Công viên Cal Anderson để vinh danh ông.